# Queens
Den här artikeln handlar om stadsdelen Queens, för rockgruppen Queen, se Queen

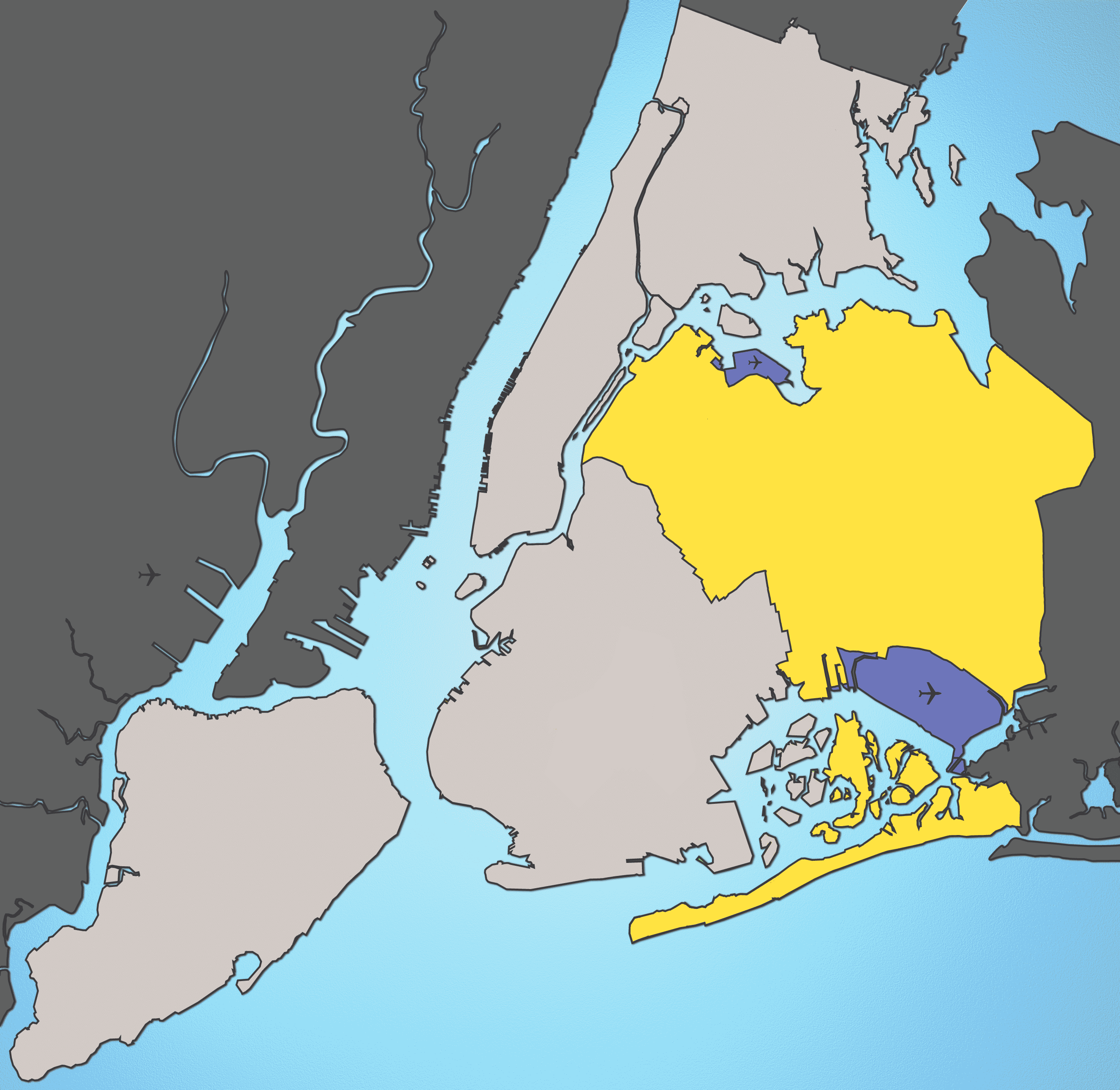
Queens i New York.

Queens är det till ytan största och näst mest befolkade av de fem boroughs som utgör New York. Samma område är Queens County, eftersom alla boroughs också utgör egna counties. Namnet skulle ära Englands drottning och Karl II:s gemål Katarina de Braganza. Området ligger tillsammans med Brooklyn på Long Island, och separeras från Manhattan och Bronx av East River.
Förutom Queens-laget New York Mets kan countyt också stoltsera med ett stort antal kändisar, bland annat The Ramones, Paul Stanley, Gene Simmons, Donna Karan, Adrien Brody, Nas, Mobb Deep, Run DMC, 50 Cent och Donald Trump som kommer från Queens.
I Queens ligger två av New Yorks tre större flygplatser: John F. Kennedy International Airport och LaGuardia Airport.

## Sevärdheter och historia
Förutom ett antal mindre museer finns i Flushing Meadows-Corona Park det större Queens Museum of Art. Parken och byggnaden var platsen för två stora världsutställningar – New York World's Fair 1939-40 och nästa 1964-65 – och i samma byggnad var 1945-50 Förenta Nationernas generalförsamling inrymd.

## Samhällen i Queens
United States Postal Service delar in Queens i fem städer; Long Island City, Jamaica, Flushing, Far Rockaway och Floral Park. Queens delas även in i 158 s.k. neighborhoods eller samhällen som på vissa ställen saknar strikt gränsdragning. Varje samhälle har ofta en väldigt säregen stil, där samhällen i västra Queens påminner om östra Bronx och nordöstra Brooklyn och östra Queens liknar amerikanska medelklassförorter. Samhällena kan även delas efter etnisk bakgrund. Trots att Queens samhällen är väldigt homogena på liten skala är Queens som county det mest etniskt mångfaldiga. Politiskt sett är Queens indelat i flera s.k. community boards eller samhällsråd, där flera samhällen styrs av gemensamma politiker.

## Demografi
År 2000 bodde totalt 2 229 379 personer i Queens. Befolkningstätheten var 7 879,6 personer per kvadratkilometer (jämför med Stockholm på 4 124,91 personer per kvadratkilometer). Queens består av 44,08 % vita, 20,01 % mörkhyade eller personer med afrikanskt ursprung, 0,50 % inuiter, 17,56 % asiater, 0,06 % från stillahavsöar, 11,68 % hade annan härkomst och 6,11 % hade blandad härkomst. 24,97 % kom ifrån latinamerikanska länder.
Europeiskt ursprung i Queens
- Italien: 8,99 %
- Irland: 7,05 %
- Tyskland: 4,74 %
- England: 1,32 %

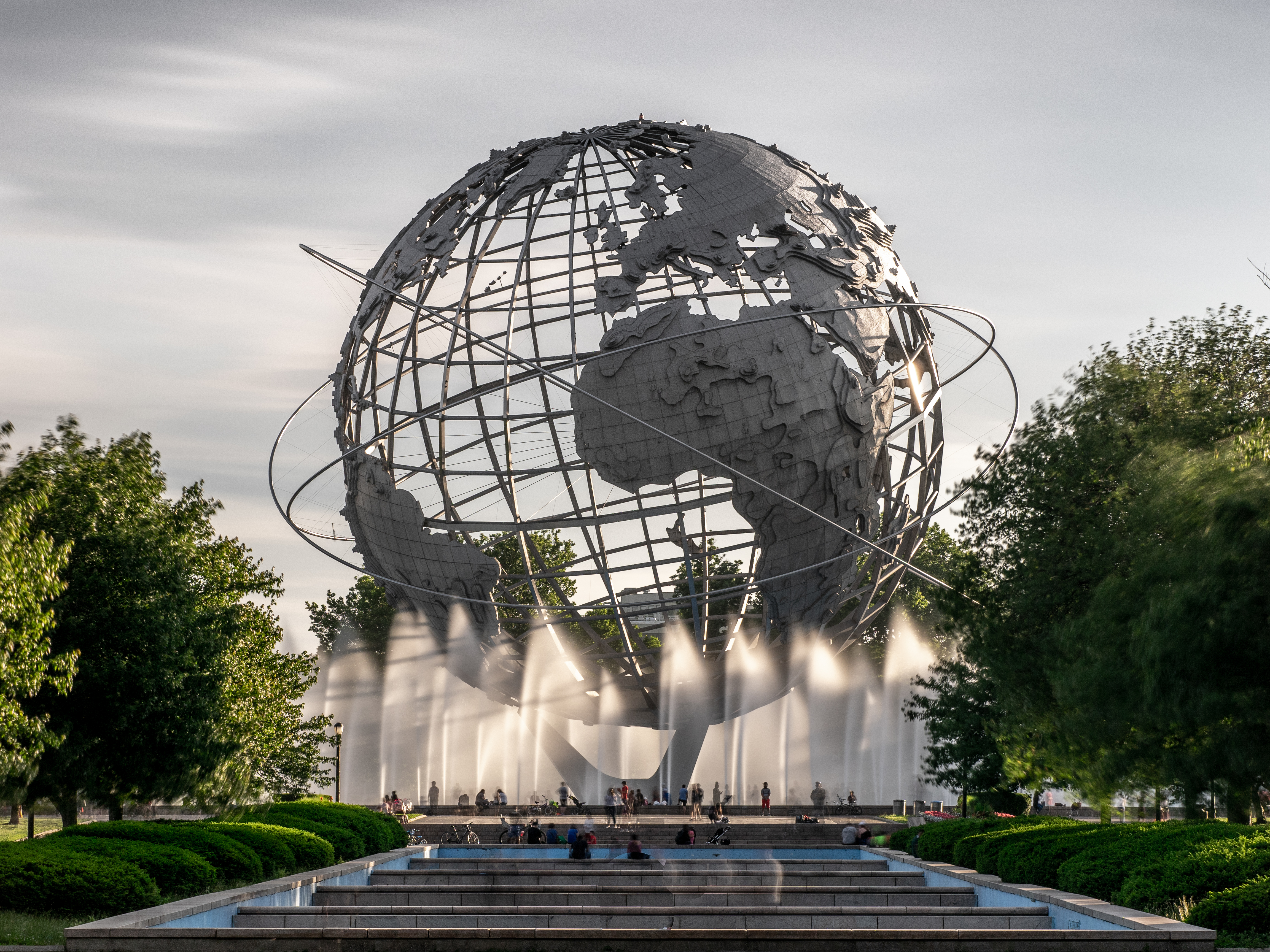
Unisphere i centrala Queens är en inofficiell symbol för området.

Medianinkomsten i Queens för ett hushåll är $42 439 och för en familj $48 608. Män har en medianinkomst på $35 576 medan kvinnor har en medianinkomst på $31 628. Cirka 11,9 % av alla familjer och 14,6 % av befolkningen lever i fattigdom.
De 10 vanligaste språken i Queens
1. Engelska (stor majoritet)
2. Spanska
3. Kinesiska
4. Koreanska
5. Italienska
6. Grekiska
7. Ryska
8. Tagalog (filippinska)
9. Franska
10. Kreolspråk